# 小豆坂七本槍
小豆坂七本槍（あずきざかしちほんやり）は、1542年の小豆坂の戦いの際に活躍した織田氏の勇士7人を顕彰した呼称。

## 該当者
- 織田信光（1516年 - 1556年）
- 織田信房（? - ?）
- 岡田重能（重善）（1527年 - 1583年）
- 佐々政次（勝通）（? - 1560年）
- 佐々孫介（勝重）（? - 1556年）
- 中野一安（重吉）（1526年 - ?）
- 下方貞清（匡範）（? - 1606年）